# The Paddingtons
 (août 2025).
Si vous disposez d'ouvrages ou d'articles de référence ou si vous connaissez des sites web de qualité traitant du thème abordé ici, merci de compléter l'article en donnant les références utiles à sa vérifiabilité et en les liant à la section « Notes et références ».
The Paddingtons est un groupe de rock britannique originaire de Hull, particulièrement connu pour ses performances scéniques énergiques. Le groupe s'est formé en 2002 et se compose de Tom Atkin (chant), Stuee Bevan (guitare) (à l'origine Martin Hines), Josh Hubbard (guitare), Lloyd Dobbs (basse) et Grant Dobbs (batterie).
Le leader des Babyshambles, Peter Doherty, est un grand partisan du groupe et ils ont même fait une tournée avec lui et son groupe. Le premier album de Paddington, First Comes First, a été produit par Owen Morris, qui a également produit l'un des albums d'Oasis. Il est sorti en 2005 sur le label Poptones, propriété d'Alan McGee. Un deuxième album, No Mundane Options, est sorti en 2008.